# Morti nel 1632
| Questa pagina contiene informazioni ricavate automaticamente dalle voci biografiche con l'ausilio del template Bio e di un bot. L'aggiornamento è periodico e automatico e ricostruisce completamente la pagina. Se manca una persona in questa lista, sei pregato di non aggiungerla, ma accertati piuttosto che la sua voce biografica contenga il template Bio e che i dati anagrafici siano correttamente compilati. Se il template Bio manca, inseriscilo tu stesso o, in alternativa, metti l'avviso {{tmp\|Bio}} che ne segnala la mancanza. Se i dati riportati sono sbagliati, correggi direttamente la voce biografica; le modifiche saranno visibili in questa lista entro pochi giorni. Per chiarimenti vedi il progetto biografie. La lista contiene solo le 101 persone che sono citate nell'enciclopedia e per le quali è stato implementato correttamente il template Bio. Pagina aggiornata al 2 giu 2025. |

## Gennaio(6)
- 1º gennaio - Giovanni Battista Agucchi, arcivescovo cattolico e scrittore italiano (n. 1570)
- 5 gennaio - Johannes Goddaeus, giurista tedesco (n. 1555)
- 18 gennaio - Juan López, vescovo cattolico, scrittore e storico spagnolo (n. 1524)
- 24 gennaio - Giovanni Battista Salvago, vescovo cattolico italiano (n. 1560)
- 29 gennaio - Jan Porcellis, pittore olandese
- 31 gennaio - Joost Bürgi, astronomo e matematico svizzero (n. 1552)

## Febbraio(4)
- 7 febbraio - Margherita Gonzaga di Lorena, nobildonna italiana (n. 1591)
- 10 febbraio - Hafız Ahmed Pascià, politico ottomano (n. 1564)
- 23 febbraio - Giambattista Basile, letterato e scrittore italiano (n. 1583)
- 26 febbraio - Cesare II Gonzaga, nobile italiano (n. 1592)

## Marzo(4)
- 14 marzo - Tokugawa Hidetada, militare giapponese (n. 1579)
- 15 marzo - Maurizio d'Assia-Kassel, nobile tedesco (n. 1572)
- 16 marzo - Bradamante d'Este, nobildonna italiana
- 22 marzo - Federico I de' Rossi, generale italiano (n. 1580)

## Aprile(5)
- 1º aprile - Nikolaus Riser, imprenditore, politico e militare svizzero
- 15 aprile - George Calvert, politico inglese (n. 1579)
- 19 aprile - Mary Villiers, contessa di Buckingham, nobildonna inglese (n. 1570)
- 30 aprile - Sigismondo III di Polonia, re svedese (n. 1566)
- 30 aprile - Johann Tserclaes, conte di Tilly, generale tedesco (n. 1559)

## Maggio(8)
- 5 maggio - William Bedwell, religioso, arabista e traduttore inglese (n. 1561)
- 5 maggio - Luís de Sousa, scrittore portoghese (n. 1555)
- 10 maggio - Diego Álvarez, teologo e arcivescovo cattolico spagnolo (n. 1555)
- 18 maggio - Topal Recep Pascià, politico ottomano
- 23 maggio - Chiarissimo Fancelli, scultore italiano
- 24 maggio - Cristoforo Borri, gesuita, astronomo e matematico italiano (n. 1583)
- 25 maggio - Ferdinando di Gonzaga-Nevers, nobile francese (n. 1610)
- 25 maggio - Adam Tanner, gesuita austriaco (n. 1572)

## Giugno(2)
- 2 giugno - Ernesto Casimiro di Nassau-Dietz, conte (n. 1573)
- 7 giugno - Lavinia Feltria della Rovere, nobile italiana (n. 1558)

## Luglio(7)
- 8 luglio - Pedro de Brizuela, architetto spagnolo (n. 1575)
- 10 luglio - Enrico I di Savoia-Nemours, nobile francese (n. 1572)
- 17 luglio - Hendrick van Balen, pittore fiammingo (n. 1575)
- 21 luglio - Paolo Savelli, I principe di Albano, principe italiano (n. 1571)
- 27 luglio - Antoine Coiffier de Ruzé, militare francese (n. 1581)
- 29 luglio - Samuel Ampzing, pastore protestante e poeta olandese (n. 1590)
- 30 luglio - Carlo di Spagna, nobile (n. 1607)

## Agosto(8)
- 7 agosto - Michel de Marillac, politico, giurista e economista francese (n. 1560)
- 7 agosto - Robert de Vere, XIX conte di Oxford, militare britannico (n. 1575)
- 8 agosto - Ambrosius Francken II, pittore fiammingo (n. 1581)
- 9 agosto - Maria Cristina de' Medici, nobildonna italiana (n. 1609)
- 14 agosto - Augusto del Palatinato-Sulzbach, nobile tedesco (n. 1582)
- 19 agosto - Valentin de Boulogne, pittore francese (n. 1591)
- 23 agosto - Frances Howard, nobile inglese (n. 1590)
- 25 agosto - Thomas Dekker, scrittore e drammaturgo inglese

## Settembre(6)
- 3 settembre - Carlo Bononi, pittore italiano
- 4 settembre - Hessel Gerritsz, cartografo, editore e incisore olandese (n. 1581)
- 13 settembre - Leopoldo V d'Austria, nobile austriaco (n. 1586)
- 17 settembre - Susenyos I, imperatore etiope
- 23 settembre - Juan Torres de Osorio, vescovo spagnolo (n. 1562)
- 29 settembre - Bartolomeo Burchelati, letterato e storico italiano (n. 1548)

## Ottobre(12)
- 1º ottobre - Nanbu Toshinao, militare giapponese (n. 1576)
- 4 ottobre - Agostino Priuli, vescovo cattolico italiano (n. 1596)
- 6 ottobre - Anna di Jülich-Kleve-Berg, principessa (n. 1552)
- 11 ottobre - Martin Ryckaert, pittore fiammingo (n. 1587)
- 12 ottobre - Kutsuki Mototsuna, militare giapponese (n. 1549)
- 14 ottobre - Francesco II di Lorena, duca francese (n. 1572)
- 18 ottobre - Filip Fabricius, nobile ceco (n. 1570)
- 18 ottobre - Gabriel Pereira de Castro, giurista, poeta e docente portoghese (n. 1571)
- 23 ottobre - Il Cerano, pittore, scultore e architetto italiano (n. 1573)
- 28 ottobre - Kuki Moritaka, militare giapponese (n. 1573)
- 30 ottobre - Enrico II di Montmorency, militare francese (n. 1595)
- 30 ottobre - Girolamo Vidoni, cardinale italiano (n. 1581)

## Novembre(10)
- 5 novembre - Henry Percy, IX conte di Northumberland, conte britannico (n. 1564)
- 6 novembre - Gustavo II Adolfo di Svezia, re svedese (n. 1594)
- 7 novembre - Tommaso Obicini, religioso e arabista italiano (n. 1585)
- 11 novembre - Girolamo Adorno, militare italiano
- 17 novembre - Gottfried Heinrich, conte di Pappenheim, generale tedesco (n. 1594)
- 17 novembre - Enrico di Schomberg, generale francese (n. 1575)
- 18 novembre - Ludovico Ludovisi, cardinale e arcivescovo cattolico italiano (n. 1595)
- 25 novembre - Filippo Archinto, vescovo cattolico italiano (n. 1549)
- 27 novembre - John Eliot, politico inglese (n. 1592)
- 29 novembre - Federico V del Palatinato, re (n. 1596)

## Dicembre(6)
- 8 dicembre - Johan Philip Lansberg, astronomo e prete olandese (n. 1561)
- 11 dicembre - Martino di San Nicola, missionario spagnolo
- 11 dicembre - Melchiorre di Sant'Agostino, missionario spagnolo (n. 1599)
- 17 dicembre - Francis Manners, VI conte di Rutland, nobile inglese (n. 1578)
- 18 dicembre - Girolamo Curti, pittore italiano (n. 1575)
- 27 dicembre - Girolamo Germano, gesuita, grecista e filologo italiano (n. 1568)

## Senza giorno specificato(23)
- Asano Nagaakira, samurai giapponese (n. 1586)
- Giovanni Battista Bonetti, vescovo cattolico italiano (n. 1576)
- Matteo Castelli, architetto svizzero
- Mary Cavendish, nobildonna inglese (n. 1556)
- Giulio Cromer, pittore italiano (n. 1572)
- Antonio Giggei, orientalista italiano
- Albert Girard, matematico francese (n. 1595)
- Alexandre Hardy, drammaturgo francese (n. 1570)
- Gazi Ekrem Hüsrev Pascià, politico ottomano
- Dorisio Isorelli, compositore italiano (n. 1544)
- Abraham Janssens, pittore fiammingo
- Alessandro Maganza, pittore italiano
- Al-Maqqari, storico arabo (n. 1577)
- Enrico Martínez, cosmografo e editore spagnolo
- Marcantonio Mazzoleni, artigiano italiano
- George Percy, esploratore inglese (n. 1580)
- Rama Deva Raya, sovrano indiano
- Johann Remmelin, medico e matematico tedesco (n. 1583)
- Pierre Richer de Belleval, botanico francese (n. 1564)
- Vincenzo Rustici, pittore italiano (n. 1556)
- Giuseppe Salerno, pittore italiano (n. 1573)
- John Weever, antiquario e poeta inglese (n. 1576)
- Antonino da Randazzo, monaco cristiano italiano